# Canadiske skovbrande i 2023
De canadiske skovbrande i 2023 begyndte i marts 2023, og med øget intensitet fra juni er Canada blevet ramt af en igangværende, rekordsættende serie af naturbrande. Det er den værste naturbrandsæson i registreret canadisk og nordamerikansk historie idet den tidligere rekord fra 2020 er overgået. Alle Canadas 13 provinser og territorier blev ramt, med store brande i Alberta, British Columbia, Northwest Territories, Nova Scotia, Ontario og Quebec. Den 25. juni erklærede Canadian Interagency Forest Fire Center, at naturbrandsæsonen i 2023 var den værste i Canadas registrerede historie og overgik brandsæsonerne 1989, 1995 og 2014.
Den 20. august havde 5.832 brande brændt 14.001.313 hektar, omkring fire procent af hele Canadas skovområde og mere end seks gange langtidsgennemsnittet på 2,33 millioner hektar for den tid af året. Af de 1.041 aktive naturbrande blev 654 anset for "ude af kontrol". International bistand har været med til at mindske virkningen af brandene.
Røg udsendt fra naturbrandene har forårsaget luftkvalitetsalarmer og evakueringer i Canada og USA. I slutningen af juni havde den krydset Atlanten og nået Europa.

## Baggrund
Generelt siden 1970'erne og 1980'erne er det samlede årlige antal naturbrande i Canada faldet, mens det samlede afbrændte areal er steget, selvom der er variation mellem år. Siden 1959 er antallet og størrelsen af store brande steget, og den gennemsnitlige brandsæson er blevet omkring to uger længere. I Canada starter naturbrandsæsonen normalt i maj. Brandene i 2023 er blevet sammenlignet med Fort McMurray naturbranden i 2016. og 2021 Lytton naturbranden.
På grund af klimaændringer har vejret været varmere og tørrere, hvilket øger risikoen for skovbrande, da vegetationen er mere brandfarlig under disse forhold. Vind fra en forbipasserende koldfront i ugen omkring den 18. maj forværrede problemerne. Den canadiske minister for offentlig sikkerhed Bill Blair sagde: "Disse forhold, så tidligt på sæsonen, er uden fortilfælde. På grund af klimaændringer kan lignende ekstreme vejrbegivenheder fortsætte med at stige i både hyppighed og sværhedsgrad i hele vores land."
Skovdrift er også en faktor i naturbrandene. Fordi Canadas skovforvaltning har fokuseret på brandbekæmpelse, har der samlet sig tør vegetation på skovbunden. Canada er generelt holdt op med at udføre kontrollerede forbrændinger, hvilket hjælper med at reducere risikoen for større og farligere brande. Det er svært at få tilladelse til kontrollerede forbrændinger, især for indfødte grupper, der historisk har udført dem og er uforholdsmæssigt meget ramt af naturbrande. Canada mangler en national brandslukningstjeneste, og lokale ressourcer er strakte på grund af budgetnedskæringer.
Omtrent halvdelen af alle naturbrande i Canada er forårsaget af lyn; på grund af klimaændringer sker lynnedslag og lynforårsagede brande hyppigere. Lyn-forårsagede brande tegner sig for omkring 85 % af det brændte areal. Lyn-forårsagede brande sker ofte i klynger på fjerntliggende steder. Den anden halvdel af skovbrande i Canada er menneskeskabte, ofte utilsigtet udløst af ting som kasserede cigaretskod, forladte ulmende lejrbål eller gnister fra bremsende tog Mens falske påstande om brandstiftelse har vundet indpas på sociale medier, er brandstiftelse generelt ikke en hovedårsag til naturbrande i Canada.
Forurening på grund af en global stigning i naturbrande har skabt omfattende, langsigtede konsekvenser for menneskers sundhed. På grund af naturbrandemissioner slog Canada sin rekord for årlige kulstofemissioner i slutningen af juni.

## International bistand
Den 6. juni annoncerede Quebecs premierminister François Legault, at 200 franske og amerikanske brandmænd ville rejse til Quebec for at hjælpe med at bekæmpe skovbrandene, og at provinsen var i forhandlinger med Chile, Costa Rica og Portugal for at finde flere ressourcer.
Den 7. juni sagde Canadian Interagency Forest Fire Center, at 950 brandmænd og andet personale var rejst fra andre lande (inklusive Australien, New Zealand, Sydafrika og USA) for at yde hjælp.
Den 8. juni meddelte Europa-Kommissionen, at de ville sende mere end 280 brandmænd fra Frankrig, Spanien og Portugal. New Yorks guvernør Kathy Hochul meddelte, at staten ville sende syv brandmænd i løbet af to uger, efter anmodning fra Canada.
Omkring 5.000 brandmænd fra flere lande ankom til Canada den 14. juni, og flere forventedes at ankomme fra Chile og Costa Rica. Premierminister Justin Trudeau udtalte: "i forhold til internationale brandmænd er det noget, vi regner med i vores brandsæsoner, men på samme måde som vores internationale venner og partnere regner med canadiske brandmænd i deres brandsæsoner ... Fra den nordlige halvkugle til den sydlige halvkugle, fra en region i verden til en anden, er brandsæsonerne ikke altid afstemt, og det giver mulighed for at ressourcer kan rejse, som er en del af, hvordan vi skal sikre, at vi beskytter alle samfund rundt om i verden."

## Dødsfald
I alt er fem mennesker omkommet på grund af naturbrandene. British Columbia oplevede Canadas første død fra skovbrandene, da Devyn Helena Gale, en 19-årig brandmand for BC Wildfire Service blev ramt af et faldende træ, mens hun hjalp med at bekæmpe brandene. Ryan Gould, en 41-årig mand fra Whitecourt blev dræbt, da hans Bell 205A-helikopter styrtede ned, da han spredte vand som en del af brandslukningsoperationer i Alberta. Carter Vigh, en 9-årig dreng i 100 Mile House, British Columbia, døde efter at have lidt et astmaanfald på grund af skovbrandsrøg. Adam Yeadon, en 25-årig brandmand, der arbejdede for Northwest Territories Forest Management Service, døde, mens han bekæmpede brande i Northwest Territories, da han blev ramt af et faldende træ. En 25-årig kontraktbrandmand blev dødeligt såret i Prince George Fire Center-regionen, mens han rykkede ud til en naturbrand den 28. juli.